# Pristurus crucifer
Pristurus crucifer — вид геконоподібних ящірок родини Sphaerodactylidae. Мешкає в Східній Африці та на Аравійському півострові.

## Поширення і екологія
Pristurus crucifer мешкають в прибережних районах на заході і південному заході Ємену, в Еритреї і західному Джибуті, а також на Сомалійському півострові, в Сомалі, східній Ефіопії та на північному сході Кенії в районі Мандери. Вони живуть в напівпустелях, на прибережних дюнах, в сухих акацієвих саванах та на окраїнах полів, в норах, виритих в піску біля підніжжя чагарників. Відкладають яйця.